# Certeza
Certeza är en ort i Mexiko.   Den ligger i kommunen Tenosique och delstaten Tabasco, i den sydöstra delen av landet, 900 km öster om huvudstaden Mexico City. Certeza ligger 45 meter över havet och antalet invånare är 675.
Terrängen runt Certeza är platt åt nordost, men åt sydväst är den kuperad. Terrängen runt Certeza sluttar norrut. Runt Certeza är det ganska glesbefolkat, med 26 invånare per kvadratkilometer. Närmaste större samhälle är Tenosique de Pino Suárez, 5,9 km väster om Certeza. Trakten runt Certeza består till största delen av jordbruksmark.